# Union (Yes)
Union è il tredicesimo album in studio del gruppo progressive inglese Yes, pubblicato nel 1991.

## Storia
L'album fu realizzato al termine di un periodo in cui il cantante storico Jon Anderson aveva abbandonato gli Yes (allora nella formazione soprannominata "Yeswest", ovvero Chris Squire, Alan White, Trevor Rabin e Tony Kaye) per dare vita al gruppo alternativo Anderson Bruford Wakeman Howe (ABWH) con Bill Bruford, Rick Wakeman e Steve Howe. Dopo un periodo incerto, caratterizzato anche da qualche scontro legale fra gli Yes e ABWH, Anderson e Squire si riappacificarono e le due formazioni si congiunsero. L'album Union raccoglie i brani che le due formazioni avevano nel frattempo preparato, indipendentemente, per i rispettivi prossimi album, con solo qualche aggiunta finale reciproca (soprattutto le seconde voci di Chris Squire sui brani ABWH e la voce di Jon Anderson sui brani Yeswest).
Due terzi dei brani di Union sono di ABWH: all'epoca questa formazione aveva quasi completato l'album successivo, già realizzato sotto forma di demo, il quale avrebbe dovuto intitolarsi Dialogue. Gli Yeswest invece avevano attraversato un periodo di crisi (in cui si era anche profilato l'abbandono di Rabin e l'ingresso di due musicisti del gruppo World Trade, Billy Sherwood e il chitarrista Bruce Gowdy), e contribuirono a Union con quattro brani.
Ai brani ABWH contribuì il produttore discografico e compositore Jonathan Elias, con cui Jon Anderson aveva precedentemente collaborato per l'album Requiem for the Americas. Dalla parte Yeswest, un contributo esterno venne da Billy Sherwood, che da tempo collaborava con Chris Squire (con cui avrebbe poi fondato i Conspiracy).
All'interno della band vi furono diverse polemiche circa il risultato finale; in particolare, Howe fu apertamente critico a proposito del lavoro di produzione di Jonathan Elias. Subito dopo il tour, nel 1992 Wakeman, Bruford e Howe abbandonarono nuovamente il gruppo, riportando gli Yes alla formazione del 1983 (Yeswest con Jon Anderson).

## Accoglienza
Sebbene il tour di Union fosse un successo, l'album non fu ben accolto né da critici né dagli stessi musicisti che si videro stravolgere in fase di produzione le loro registrazioni da un infinito numero di sovraincisioni ad opera di diversi session men. L'album non raggiunse neppure le vendite del precedente Big Generator, che già aveva segnato un risultato decisamente inferiore a quello di 90125 (1983).

## Tracce
1. I Would Have Waited Forever (Jon Anderson/Jonathan Elias/Steve Howe) - 6:32
2. Shock to the System (Jon Anderson/Jonathan Elias/Steve Howe) - 5:09
3. Masquerade (Steve Howe) - 2:17
4. Lift Me Up (Trevor Rabin/Chris Squire) - 6:30
5. Without Hope You Cannot Start the Day (Jon Anderson/Jonathan Elias) - 5:18
6. Saving My Heart (Trevor Rabin) - 4:41
7. Miracle of Life (Mark Mancina/Trevor Rabin) - 7:30
8. Silent Talking (Jon Anderson/Bill Bruford/Jonathan Elias/ Steve Howe/Rick Wakeman) - 4:00
9. The More We Live/Let Go (Billy Sherwood/Chris Squire) - 4:51
10. Angkor Wat (Jon Anderson/Jonathan Elias/Rick Wakeman) - 5:23
11. Dangerous (Look In The Light Of What You're Searching For) (Jon Anderson/Jonathan Elias) - 3:36
12. Holding On (Jon Anderson/Jonathan Elias/Steve Howe) - 5:24
13. Evensong (Bill Bruford/Tony Levin) - 0:52
14. Take the Water to the Mountain (Jon Anderson) - 3:10
15. Give & Take (bonus track) - 4:29

Union (Arista 261 558) raggiunse la posizione numero 7 nel Regno Unito e la posizione numero 15 negli USA

## Formazione
- Jon Anderson - voce
- Steve Howe - chitarra
- Trevor Rabin - chitarra
- Rick Wakeman - tastiera
- Jim Crichton - tastiera
- Tony Kaye - tastiera
- Chris Squire - basso
- Bill Bruford - batteria
- Alan White - batteria

### Ospiti
- Deborah Anderson - voce
- Tony Levin - basso, stick
- Jonathan Elias - tastiere, voci
- Gary Barlough - sintetizzatori
- Jerry Bennett - sintetizzatori, percussioni
- Gary Falcone - voce
- Sherman Foote - sintetizzatori
- Brian Foraker - sintetizzatori
- Chris Fosdick - sintetizzatori
- Tommy Funderburk - voce
- Jimmy Haun - chitarra
- Rory Kaplan - sintetizzatori
- Alex Lasarenko - tastiere
- Ian Lloyd - voci
- Steve Porcaro - sintetizzatori
- Allan Schwartzberg - percussioni
- Michael Sherwood - voci